# Alba Posse
Alba Posse è una città dell'Argentina, capoluogo del dipartimento di Veinticinco de Mayo nella provincia di Misiones.